# ايلكر اكسوم
ايلكر اكسوم (بالتركية: İlker Aksum)‏ هو ممثل تركي، ولد في 23 مايو 1971 بإسبرطة في تركيا.

## أعمال
- كوت العمارة بدور كوكس
- حريم السلطان
- 20 دقيقة بدور علي بيلغين
- تتار رمضان بدور جودت مرجان
- بويراز كارايل بدور شينار سايجونار
- معجزة في الزنزانة 7 بدور أسكروزلو
- قيامة ارطغرل الجزء الخامس بدور دراغوس
- رامو بدور حسن
- المنظمة بدور الاحدب

### أفلام
- (2009) آلام الخريف[3]
- (2010) فخ التنين[4]

## وصلات خارجية
- ايلكر اكسوم على موقع IMDb (الإنجليزية)
- ايلكر اكسوم على موقع قاعدة بيانات الأفلام العربية
- ايلكر اكسوم على موقع ألو سيني (الفرنسية)
- ايلكر اكسوم على موقع أول موفي (الإنجليزية)
- ايلكر اكسوم على موقع قاعدة بيانات الفيلم (الإنجليزية)
- ايلكر اكسوم على موقع كينوبويسك (الروسية)